# Waterleiding

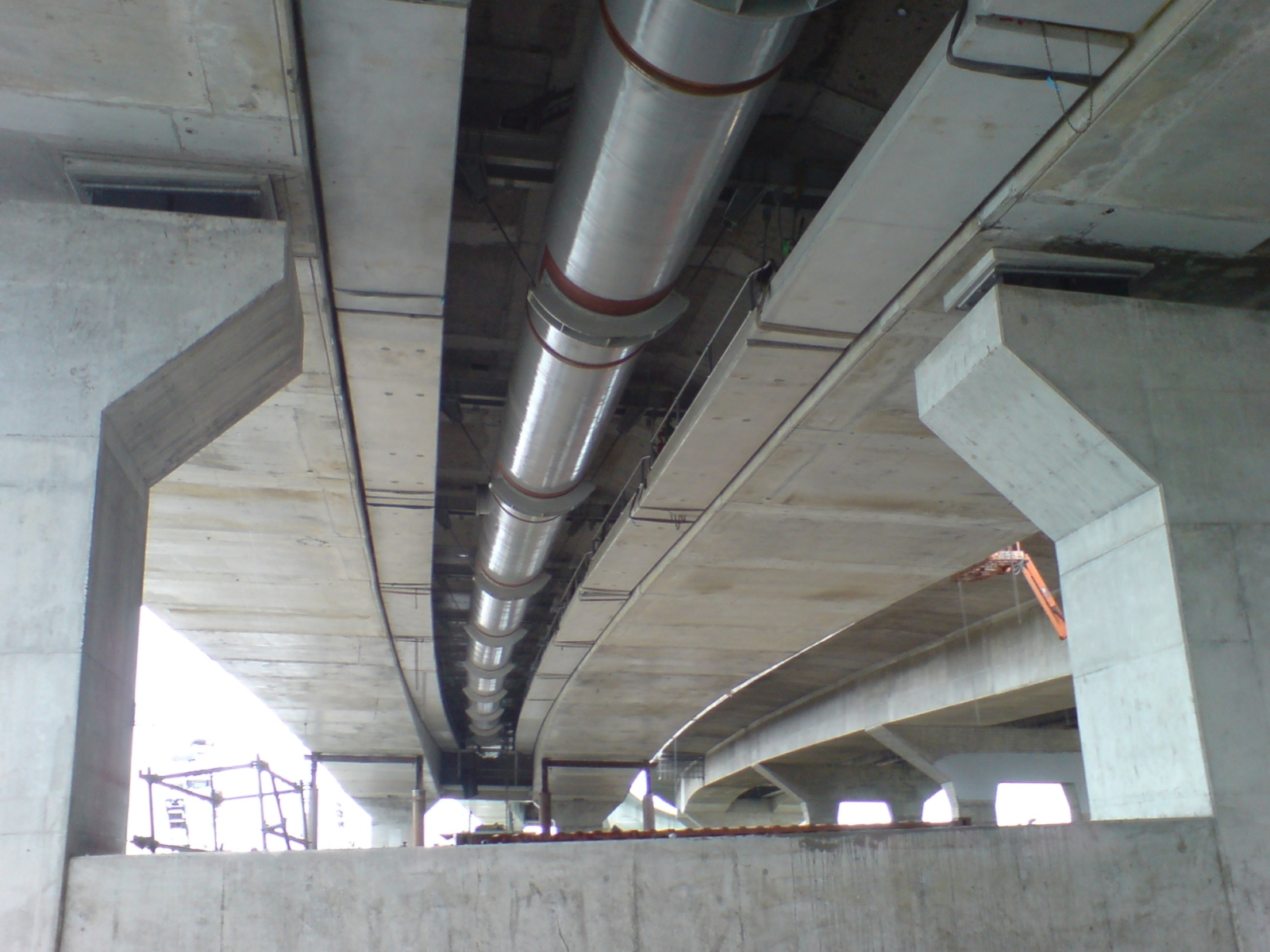
Nieuwe waterleiding ingewerkt onder de Mangerebrug in Auckland (Nieuw-Zeeland)

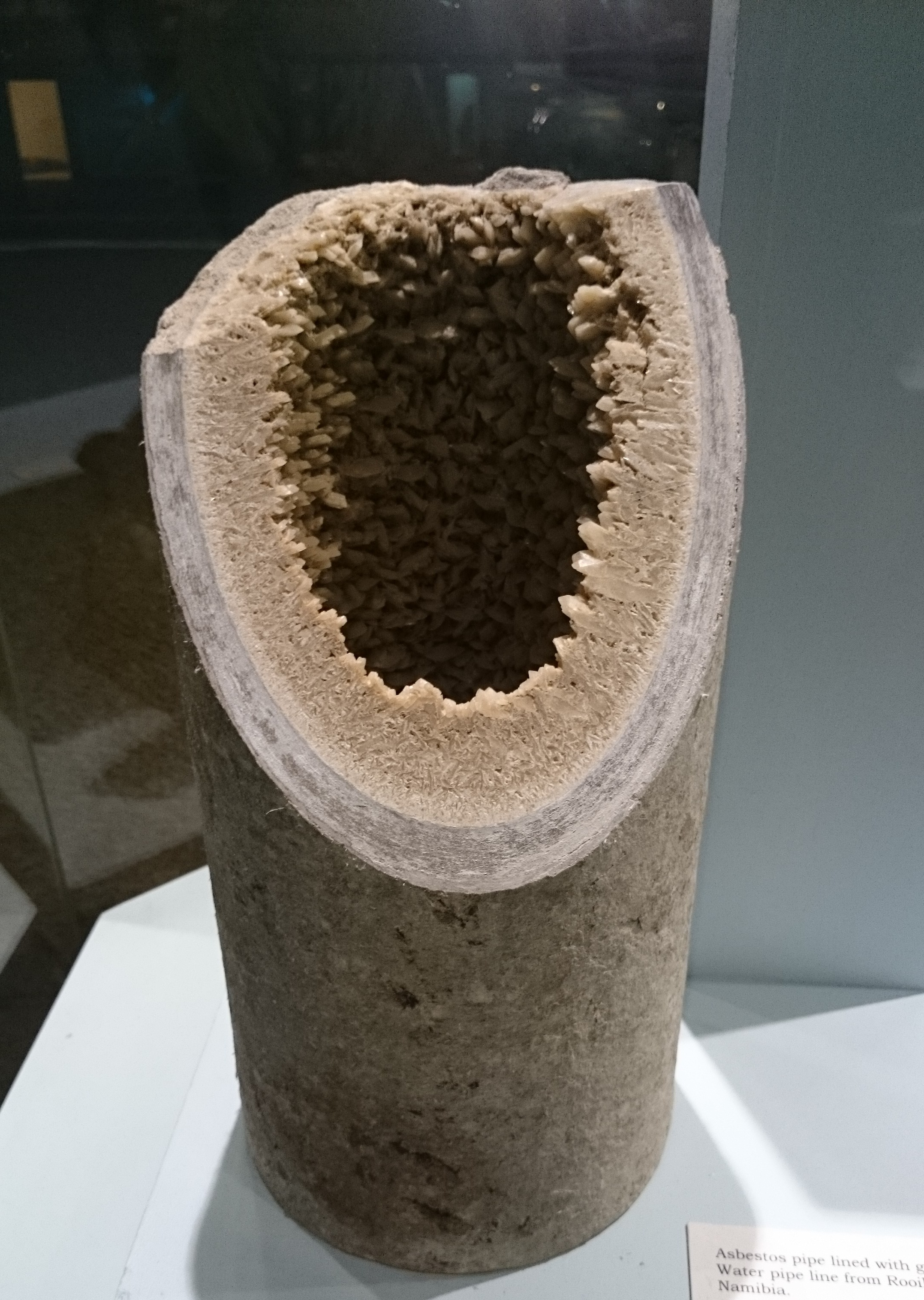
Doorsnede asbestcement pijpleiding met gipskristallen, (Iziko South African Museum)

Een waterleiding is een pijpleiding waardoor water wordt getransporteerd. Met 'waterleiding' worden met name de pijpleidingen aangeduid, die dienen voor het transport en de distributie van drinkwater. Deze leidingen liggen hoofdzakelijk in de grond, en bevinden zich tevens in huizen en gebouwen. Het voor de pijpleidingen gebruikte materiaal bestond vroeger uit hout, grijs gietijzer of asbestcement, terwijl loden leidingen inpandig werden gebruikt.
Sinds de jaren 1960-70 worden in Nederland met name leidingen van kunststof gebruikt, te weten polyetheen (PE) en polyvinylchloride (pvc). Andere gebruikte materialen zijn de metalen koper, lood, nodulair gietijzer en staal.
De drinkwatervoorziening en -kwaliteit is in Nederland geregeld in de Waterleidingwet en het Waterleidingbesluit. Bovendien geldt de Europese Kaderrichtlijn Water voor de drinkwaterbronnen.

## Materialen

### Metalen

#### Lood
De loden leidingen worden tegenwoordig niet meer in huizen aangelegd. In oude huizen treft men ze echter nog weleens aan. Lood lost langzaam in water op en het loodgehalte stijgt dan ook vooral in stilstaand leidingwater. Vroeger moest men vóór het drinken het water altijd eerst een tijdje laten stromen, zodat de leidingen werden doorgespoeld en het loodgehalte in het water flink afnam. In moderne woningen is dit zelden meer nodig. Naast het oplossen van lood kunnen ook looddeeltjes van deze leidingen loslaten, met name door snelle drukwisselingen. Komt het loodgehalte boven een bepaalde waarde, dan loopt men de kans op (chronische) loodvergiftiging bij consumptie van water uit loden leidingen.

#### Gegalvaniseerd staal
Loden leidingen werden aanvankelijk vervangen door leidingen uit gegalvaniseerd staal. Deze leidingen zijn stijf en worden door middel van koppelstukken met schroefverbinding opgebouwd. Het heeft als voordeel dat de materiaalkosten laag zijn, en dat de robuustheid veel hoger is dan bij andere materialen. Installeren vergt echter veel inspanning (en is daardoor duurder), de leidingen zijn minder nauwkeurig te passen en moeilijk uit te breiden na afwerking. Op termijn kan vernauwing optreden door aanslag en roestvorming in de buizen. Gegalvaniseerd staal wordt dan ook steeds minder gebruikt.

#### Koper
Waterleidingbuizen van koper kunnen door middel van messing knelkoppelingen of solderen met soldeerfittingen en soldeertin aan elkaar worden verbonden. In soldeer voor drinkwaterleidingen mag geen lood meer zijn verwerkt.

### Kunststof
Kunststofleidingen kunnen aan elkaar worden verlijmd of versmolten (bijvoorbeeld door spiegellassen) of kunnen met speciale klemfittingen worden verbonden.

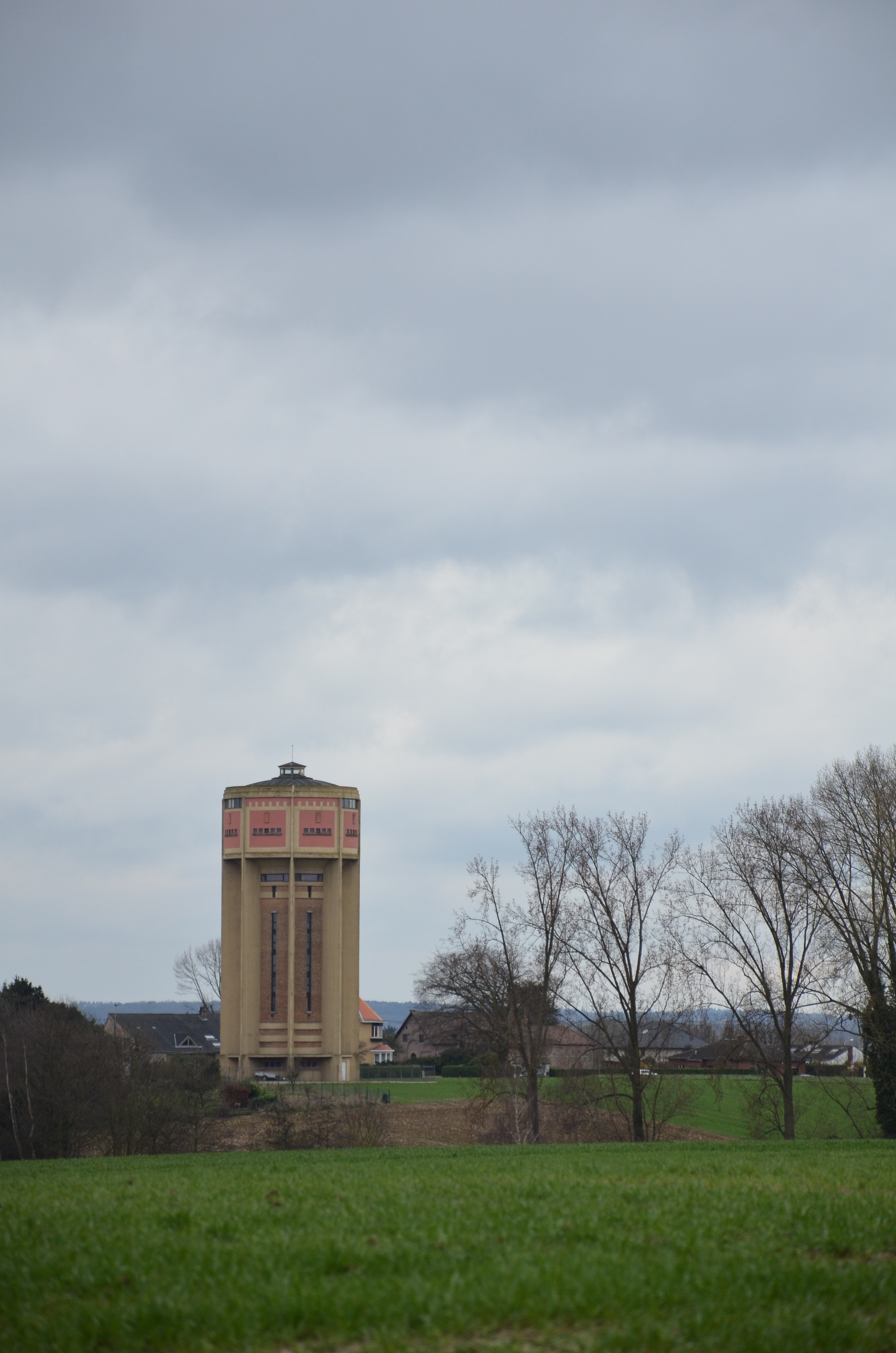
Watertoren van 1933-1934

## Kwaliteit
Drinkwaterleidingen moeten voldoen aan de kwaliteitseisen die geregeld zijn in de Regeling materialen en chemicaliën leidingwatervoorziening. Kiwa is de enige organisatie die door het ministerie van VROM is erkend om drinkwaterleidingen te certificeren. Kalk in drinkwater zorgt naarmate de tijd toeneemt voor een ketelsteenvorming of kalkaanslag. Ook andere vormen van vervuiling in het water dragen bij aan aanslag op de wanden van de leidingen en een kortere levensduur.

## Leidingdruk
Om een watervoorraad te hebben en de druk in het waterleidingnet constant te houden, werden veel watertorens gebruikt. De waterdruk is dan evenredig met de hoogte van de watertoren: voor iedere tien meter stijgt de druk met ca. 10 N/cm² (ofwel 100 kilopascal). Thans is het gebruik van watertorens in Nederland veelal afgeschaft en wordt de druk geproduceerd door elektrische pompen. In hoge gebouwen is een hydrofoor (drukverhogingspomp) noodzakelijk.

## Geschiedenis
In het verleden werd grondwater (ook welwater genoemd), of regenwater voor consumptie of andere doeleinden meestal met behulp van een aker uit een waterput of regenbak geschept. Ook oppervlaktewater werd veelvuldig gebruikt.
In de loop van de 17e eeuw kwamen de eerste waterpompen in zwang die ondiep grondwater oppompten. Ze verschenen aanvankelijk vooral in stedelijke gebieden, waar oppervlaktewater niet voorhanden was of zeer vervuild. Ze waren als stadspomp of dorpspomp bestemd voor gemeenschappelijk gebruik en een ontmoetingsplaats voor de bewoners. Ook de was werd bij dit soort pompen gedaan.  Brouwerijen hadden soms een eigen pomp. De pomp kende soms een redelijke waterkwaliteit maar het was vaak bezwaarlijk om naar de pomp toe te komen.
Jacob van Lennep, een Nederlands schrijver, taalkundige en politicus, was op vakantie in de duinen bij Haarlem. Hij vond dat het water uit de duinen veel lekkerder smaakte dan het water uit Amsterdam. Hij bedacht een manier om het water uit de duinen naar Amsterdam te vervoeren.
In 1853 is in Nederland de eerste waterleiding in gebruik genomen. Deze liep uit de duinen van Haarlem naar Amsterdam, in handen van de Amsterdamsche Duinwater-Maatschappij. Zo kregen de mensen in Amsterdam beter drinkwater. Voor 4 cent mochten de mensen een emmer vullen met dit water uit de duinen. Even later waren er al bierbrouwers die het bier met dat water wilden brouwen. Ook daar is een waterleiding naar toe gemaakt.